# (11958) Galiani
(11958) Galiani est un astéroïde de la ceinture principale.

## Description
(11958) Galiani est un astéroïde de la ceinture principale. Il fut découvert le 9 mars 1994 à Caussols par Eric Walter Elst. Il présente une orbite caractérisée par un demi-grand axe de 2,29 UA, une excentricité de 0,14 et une inclinaison de 6,0° par rapport à l'écliptique.

## Compléments